# Battlefield 4
Battlefield 4 es un videojuego de disparos en primera persona desarrollado por EA Digital Illusions CE (DICE) y publicado por Electronic Arts (EA) el 29 de octubre de 2013 para Microsoft Windows, Xbox 360 y PlayStation 3. Es la decimotercera entrega de la serie Battlefield y el sucesor del aclamado juego de 2011, Battlefield 3. En noviembre de ese mismo año fue lanzada su versión para PlayStation 4 y Xbox One.
Battlefield 4 tuvo una recepción positiva por parte de la crítica especializada. Fue elogiado por su modo multijugador, su modo de juego y sus gráficos, pero también fue criticado por su modo de campaña corto y superficial para un solo jugador, y por sus numerosos errores y fallos. Fue un éxito comercial, vendiendo más de 7 millones de copias en todo el mundo.

## Jugabilidad
La pantalla de barra de estado (HUD) del juego se compone de dos rectángulos compactos. La esquina inferior izquierda presenta un mini mapa y una brújula para la navegación, y un aviso objetivo simplificado encima de él; la parte inferior derecha incluye un contador de municiones compacto y un medidor de salud. La parte superior derecha muestra las notificaciones de eliminación de todos los jugadores en el juego. En la versión de Windows del juego, la parte superior izquierda presenta una ventana de chat cuando está en el modo multijugador. El mini mapa, así como la pantalla principal del juego, muestra símbolos que denotan tres tipos de entidades: azul para aliados, verde para escuadrones y naranja para enemigos, esto se aplica a toda la interactividad en el campo de batalla. Las opciones de Battlefield 4 también permiten a los jugadores con ceguera al color cambiar los indicadores de color en pantalla a: tritanomalía, deuteranomalía y protanomalía.
La personalización de las armas es expansiva y animada. Las armas primarias, secundarias y cuerpo a cuerpo se pueden personalizar con accesorios de armas y camuflaje de "pieles". La mayoría de las armas también tienen una configuración predeterminada para diferentes modos de disparo (como, por ejemplo, fuego automático o semiautomático), lo que permite al jugador adaptarse al entorno en el que se encuentra. Pueden "detectar" objetivos (marcando sus posiciones en el equipo del jugador) en la campaña para un jugador (la primera en la franquicia de Battlefield), así como en el modo multijugador. El sistema de eliminación de balas del juego se ha mejorado significativamente, lo que obliga al jugador a cambiar la forma en que juega el combate de media a larga distancia. Además, los jugadores tienen más capacidades de combate, como contrarrestar los ataques cuerpo a cuerpo desde el frente mientras están parados o agachados, disparar con su arma mientras nadan y bucear bajo el agua para evitar la detección del enemigo. Las habilidades de combate estándar aún están vigentes, como recargas mientras corres, carreras ilimitadas, prono y bóveda.

### Campaña
La campaña para un jugador tiene varias diferencias con respecto al componente principal de varios jugadores. En su mayor parte, el jugador debe atravesar niveles estilo mini caja de arena, en algunos casos utilizando vehículos, como tanques y botes, para atravesar el entorno. Como el personaje del jugador, Recker, el jugador puede usar dos funciones de solo campaña: el comando Engage y el binocular táctico. El comando Engage dirige a los escuadrones de Recker, y ocasionalmente a otras unidades amigas, a atacar a cualquier hostil en la línea de visión de Recker. El binocular táctico es similar a un designador láser, en el sentido de que le permite al jugador identificar unidades amigas y enemigas, escondites de armas, explosivos y objetivos en el campo. Al identificar enemigos, el jugador puede hacerlos visibles sin usar el visor, lo que hace que sean más fáciles de marcar para sus compañeros de equipo. En un momento dado, Recker perderá brevemente el visor táctico, obligándolos a usar solo el comando Engage para dirigir a sus compañeros de escuadrón a un número limitado de enemigos.
La campaña presenta asignaciones que requieren acciones específicas y desbloquea armas para usarlas en el modo multijugador una vez finalizada. Las armas coleccionables regresan junto con la introducción de placas de identificación coleccionables que se pueden usar en el modo multijugador. Las cajas de armas se encuentran en todos los niveles, lo que permite a los jugadores obtener munición y cambiar de arma. Mientras que las cajas contienen armas predeterminadas, las armas coleccionables se pueden usar cada vez que se adquieren y las armas específicas de nivel se pueden usar una vez que se haya completado una misión específica al obtener suficientes puntos en un nivel.

### Multijugador
El modo multijugador de Battlefield 4 contiene tres facciones jugables —Estados Unidos, China y Rusia— que luchan entre sí en partidas de hasta 64 jugadores en PC, PlayStation 4 y Xbox One (24 jugadores en Xbox 360 y PS3). Un "Modo Comandante" reintroducido recientemente, visto por última vez en Battlefield 2142, le da a un jugador de cada equipo una vista de estrategia en tiempo real de todo el mapa y la capacidad de dar órdenes a los compañeros de equipo. Además, el Comandante puede observar la batalla a través de los ojos de los jugadores en el campo de batalla, desplegando lanzamientos de vehículos y armas para "mantener la maquinaria de guerra" y ordenando ataques de misiles contra objetivos hostiles. Se incluye un modo de espectador, que permite a los jugadores observar a otros en primera o tercera persona, así como usar una cámara libre para desplazarse por el mapa desde cualquier ángulo.
El 10 de junio de 2013, en el E3, DICE presentó el mapa "Asedio de Shanghái", enfrentando al Ejército Popular de Liberación contra el Cuerpo de Marines de los Estados Unidos. El modo de juego mostró el modo Comandante; nuevas armas y vehículos; y la mecánica de juego "Levolution". El video muestra el último de estos en varios puntos, incluyendo: un jugador que destruye un pilar de soporte para atrapar un tanque enemigo sobre él; y un gran rascacielos (con un objetivo dentro del juego en el piso superior) que colapsa en el centro del mapa, levantando una enorme nube de polvo en todo el mapa y acercando el objetivo al nivel del suelo. "Levolution" también incluye efectos como disparar un extintor de incendios para llenar la habitación con nubes oscuras, alarmas de automóviles que se activan al pisar, detectores de metales que se apagan una vez que pasan, o cortar la energía en una habitación para reducir la visibilidad de los demás.

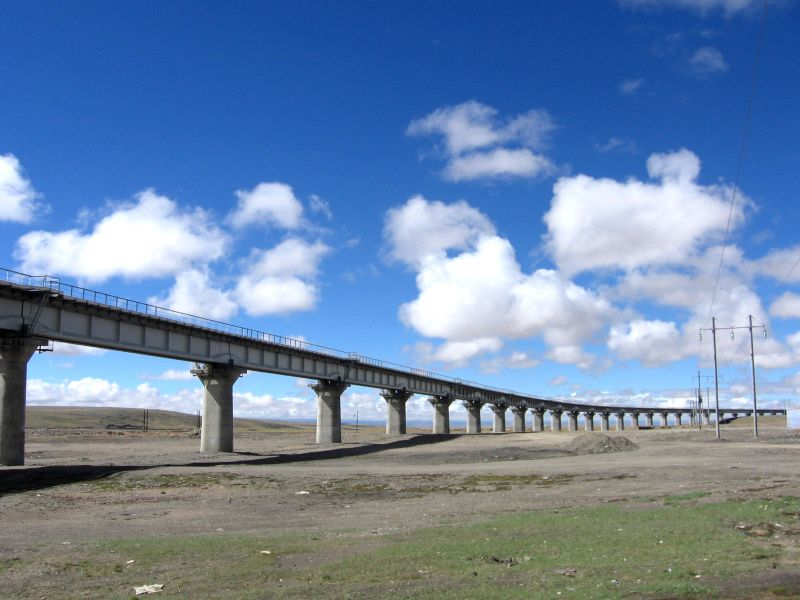
El mapa "Tren de Golmud" se sitúa en el ferrocarril Qinghai–Tíbet.

Los mapas incluidos en el juego principal son "Asedio de Shanghái", "Tifón en Paracelso", "Zavod 311", "Presa de Lancang", "Zona Inundada", "Transmisión rebelde", "Resort de Hainan", "Amanecer", "Operación Locker" y "Tren de Golmud". Los modos de juego que se ofrecen incluyen los clásicos de «conquista», «dominación» y «erradicación»; mientras agrega dos nuevos modos de juego llamados «asalto» y «desactivación», junto con los modos de juego tradicionales como «todos contra todos».
Las cuatro clases de Battlefield 3 están presentes en Battlefield 4 con pequeños ajustes. La clase Asalto ahora debe esperar a que el desfibrilador se recargue después de revivir a los compañeros de equipo en rápida sucesión. La clase Ingeniero utiliza PDW y las carabinas están disponibles para todas las clases. La clase Apoyo tiene acceso al nuevo mortero remoto y al XM25, lo que permite un fuego supresor indirecto. La clase de Reconocimiento ahora es más móvil y puede equipar carabinas, rifles de tirador designados (DMR) y C4. La mecánica de francotirador también ofrece la posibilidad de centrarte en tus miras (establecer una distancia de puntería) y equipar más elementos ópticos y accesorios que los juegos de Battlefield anteriores. La clase de Reconocimiento todavía puede utilizar el MAV, T-UGS y la Radio Beacon.
También se han introducido nuevos vehículos. Con la incorporación de la facción china, los nuevos vehículos incluyen el Tipo 99 MBT, el vehículo blindado ZFB-05 y el helicóptero de ataque Z-10W. Los jets también han sido reequilibrados y puestos en dos clases, "ataque" y "sigilo". El foco de los jets de ataque es principalmente la capacidad aire-tierra, mientras que los jets sigilosos se enfocan principalmente en el combate aire-aire. Otro vehículo agregado en Battlefield 4 es la adición de los barcos de ataque RCB y DV-15 Interceptor, que funcionan como embarcaciones de asalto acuático fuertemente armadas.
Las opciones de personalización también se han incrementado en Battlefield 4, con todos los nuevos camos disponibles para cada arma. Se ha introducido un nuevo camuflaje "adaptable" que puede adaptar el camuflaje al mapa que se está reproduciendo sin que el jugador tenga que cambiar de camuflaje cada mapa. Camos ahora se puede aplicar a aviones, helicópteros, tanques, vehículos de transporte y armas. Anteriormente, esta opción se introdujo en los paracaídas, pero se eliminó, los emblemas ahora se imprimen en paracaídas.

## Desarrollo
El presidente de Electronic Arts, Frank Gibeau, confirmó la intención de la compañía de lanzar una secuela de Battlefield 3 durante un discurso en la Universidad del Sur de California, donde dijo: "Va a haber un Battlefield 4". Luego, un portavoz de EA le dijo a IGN: "Frank estaba hablando ampliamente sobre la marca Battlefield, una marca que a EA le apasiona y una comunidad de fans con la que EA se ha comprometido". En la víspera del lanzamiento de Battlefield 3, EA Digital Illusions CE dijo a Eurogamer que la esperanza del estudio sueco era que algún día tendría la oportunidad de hacer Battlefield 4. "Esto se siente como el primer día", dijo el productor ejecutivo Patrick Bach. "Es emocionante. Todo el tema de Frostbite 2 ha abierto un gran paisaje por delante para que podamos hacer lo que queramos".
Battlefield 4 se basa en el nuevo motor Frostbite 3. El nuevo motor Frostbite permite entornos más realistas con texturas de mayor resolución y efectos de partículas. También se está introduciendo un nuevo sistema de "agua en red", que permite a todos los jugadores en el juego ver la misma ola al mismo tiempo. La teselación también ha sido revisada. Un ensayo Alpha comenzó el 17 de junio de 2013 con invitaciones enviadas al azar a jugadores de Battlefield 3 el día anterior. El ensayo se realizó durante dos semanas y presentó el mapa "Asedio de Shanghái" con todas sus texturas eliminadas, lo que esencialmente lo convierte en una prueba de "caja blanca".
Debido a la recepción mixta del modo cooperativo para dos jugadores en Battlefield 3, DICE decidió omitir el modo de Battlefield 4 para enfocarse en mejorar los componentes de la campaña y del multijugador.
AMD y DICE se asociaron para el Mantle API de AMD que se usará en Battlefield 4. El objetivo era aumentar el rendimiento de las tarjetas gráficas AMD GCN Radeon, lo que proporciona un nivel más alto de rendimiento de hardware optimizado del que anteriormente era posible con OpenGL o DirectX. Las pruebas iniciales del Mantle de AMD mostraron que era una mejora efectiva para los procesadores más lentos.
DICE lanzó una Open Beta para el juego que estaba disponible en Windows (solo 64 bits), Xbox 360 y PlayStation 3. Presentaba los modos de juego Dominación, Conquista y Obliteración que se podían reproducir en el mapa "Asedio de Shanghái". La versión beta abierta comenzó el 4 de octubre de 2013 y finalizó el 15 de octubre de 2013.

### Problemas técnicos y legales
En el momento de su lanzamiento, Battlefield 4 estaba plagado de errores técnicos importantes, y fallas en todas las plataformas. EA y DICE pronto comenzaron a lanzar varios parches para el juego en todos los sistemas y DICE más tarde reveló que el trabajo en todos sus juegos futuros (incluidos Mirror's Edge, Star Wars: Battlefront y el DLC de Battlefield 4) se detendría hasta que Battlefield 4 funcionara correctamente. En diciembre de 2013, más de un mes después del lanzamiento inicial del juego, un representante de EA dijo: "Sabemos que todavía tenemos mucho camino por recorrer para arreglar el juego; es absolutamente nuestra prioridad número 1. El equipo de DICE está trabajando sin parar para actualizar el juego".
El presidente de EA, Peter Moore, anunció en enero de 2014 que la compañía no vio ningún impacto negativo en las ventas como resultado de la gran cantidad de problemas técnicos. Dijo que cualquier impacto negativo en las ventas se debió en realidad a la transición de la generación actual (PS3, Xbox 360) a la próxima generación de consolas (PS4, Xbox One) y que otras franquicias de videojuegos como FIFA y Need for Speed experimentaban problemas similares. Como recompensa para los jugadores que compraron el juego temprano y continuaron jugándolo a pesar de todos los errores y fallas, DICE recompensó a los jugadores en febrero de 2014 con contenido multijugador gratuito durante todo el mes, como: Battlepacks de bronce y plata, XP refuerzos y eventos, pieles de camuflaje, paquetes de accesos directos para armas y contenido adicional para miembros Premium.
Debido a la gran cantidad de errores y fallas que estaban presentes, EA se convirtió en el objetivo de múltiples firmas de abogados. La firma Holzer Holzer & Fistel, LLC inició una investigación sobre las declaraciones públicas de EA realizadas entre el 24 de julio y el 4 de diciembre de 2013 para determinar si la compañía engañó intencionalmente a sus inversionistas con información relacionada con "el desarrollo y las ventas del videojuego Battlefield 4 de la compañía y el impacto del juego en los ingresos de EA y en los proyectos que avanzan". Poco después, la firma de abogados Robbins Geller Rudman & Dowd LLP, de manera similar, presentó una demanda colectiva contra EA por la publicación de declaraciones falsas o engañosas sobre la calidad de Battlefield 4. Una segunda demanda fue anunciada días después desde la firma Bower Piven, que alegó que EA violó la Ley de Intercambio de Valores de 1934 al no informar adecuadamente a sus inversionistas sobre los principales errores y fallas durante el desarrollo que pueden haber evitado que los inversionistas tomen una decisión informada sobre Battlefield 4. Bower Piven buscó inversionistas que perdieron más de US$ 200 000 para convertirse en el principal demandante. En octubre de 2014, la jueza Susan Illston desestimó el caso original de una de las demandas colectivas por el hecho de que EA no engañó intencionalmente a los inversionistas, sino que sus reclamos previos al lanzamiento sobre Battlefield 4 eran una "vaga declaración de optimismo corporativo", "una opinión inaccionable" y "exageración".
Seis meses después del lanzamiento inicial del juego, en abril de 2014, DICE lanzó un programa llamado Community Test Environment (CTE), que permitía a un número limitado de jugadores de PC jugar una versión diferente de Battlefield 4 que fue diseñada para probar nuevos parches y actualizaciones antes de darles un gran lanzamiento. Uno de los parches principales que se probaron fue una actualización del código de red del juego, específicamente el "índice de precios", que es la frecuencia con la que el juego y el servidor se actualizarían, medidos en ciclos por segundo. Debido al tamaño de Battlefield 4 en términos de información, DICE inicialmente optó por tener una baja tasa de interés. Sin embargo, la baja tasa de interés dio lugar a una serie de problemas, entre los que se incluyen el registro de daños y los "asesinatos comerciales". El programa CTE probó el juego a un nivel más alto, entre otros problemas comunes y comenzó a implementar parches a mediados de 2014.
En octubre de 2014, casi un año después del lanzamiento oficial con importantes actualizaciones aún por publicarse, el productor David Sirland de DICE LA dijo que la compañía reconoció que el lanzamiento de Battlefield 4 "absolutamente" dañó la confianza de los fanáticos de la franquicia. Sirland dijo que el lanzamiento inestable de Battlefield 4 hizo que la compañía revaluará su modelo de lanzamiento, y que planeara ser más transparente y ofrecer pruebas beta anteriores con cuotas futuras, a saber (en ese momento) con Battlefield Hardline (2015). Sirland también dijo: "Es probable que todavía tengamos muchos jugadores que no confíen en nosotros para ofrecer un lanzamiento estable o un juego estable. No quiero decir nada porque quiero hacer. Quiero que vean qué estamos haciendo y lo que vamos a hacer y esa sería mi respuesta. Creo que tenemos que hacer cosas para que confíen en nosotros, no que digan cosas para que confíen en nosotros. Lo demostraremos con hechos".

## Argumento
- Bakú: Recker, el líder de la patrulla junto a Dunn, Irish y Pac quedan atrapados en el fondo del mar de Bakú. 13 minutos con 45 segundos antes de eso, la patrulla de Recker estaba esparcida por la ciudad. Tombstone tuvo la tarea de recuperación de información vital en Bakú, Azerbaiyán. Perseguidos por las fuerzas especiales rusas, el equipo participa en numerosos combates a medida que avanzan hacia el punto de extracción en la parte superior de un rascacielos en construcción. El edificio, después de sufrir grandes cantidades de daño de las fuerzas rusas, se derrumba justo cuando Tombstone alcanza el punto de extracción. El evento dio lugar a la destrucción del Venom, así como la amputación de la pierna de Dunn debido a que quedó atrapada bajo los escombros. Tombstone tomó un vehículo civil e intentó escapar del Havoc que llevaba persiguiéndolos desde que accedieron a la fábrica. Entonces Recker tiene la tarea de destruir el helicóptero con un lanza-granadas, lo cual consigue. Inmediatamente después el vehículo del equipo se sale fuera de la carretera y termina sumergido en el mar. Dunn, quien no solo estaba atrapado entre los asientos. sino también gravemente herido, le entrega a Recker su revólver y le ordena disparar a través del parabrisas por lo que el resto de la patrulla podría hacer su escape. Para gran consternación de Pac e Irish, Recker dispara sin pensarlo a la ventana, lo que les permite escapar, pero da resultado en la muerte de Dunn, por ahogamiento. A medida que el escuadrón nada hacia la superficie, escuchan a su comandante, el capitán Garrison por la radio decir que el Almirante Chang está planeando un golpe de Estado militar, que le permitiría obtener el pleno apoyo de Rusia si tiene éxito. Por desgracia, la información recuperada de Bakú reveló la misma información, es decir que Dunn había muerto por una información que ya sabían.

- Shanghái: Tombstone vuelve al USS Valkyrie donde Garrison les informa del asesinato del candidato a la presidencia de China , Jin Jié y cómo Chang había convencido a los chinos que Estados Unidos era responsable. Acto seguido, envía a Tombstone en una misión encubierta a Shanghái para rescatar a tres personalidades: El agente de la CIA Kovic, Hannah, y el marido de Hannah.[41] Tomando el último deseo de Dunn, Recker se hace líder del escuadrón de Tombstone. Tombstone consigue extraer a los tres en helicóptero y luego procede a tomar un barco de turistas para ir de vuelta al USS Valkyrie. Para su sorpresa, un pulso electromagnético se activa, desactivando todos los equipos electrónicos en la zona, incluyendo el barco y a las aeronaves chinas. Al darse cuenta de que otros refugiados están varados en los barcos a su alrededor, Irish ayuda a llevarlos al USS Valkyrie. Una vez a bordo, el capitán Garrison establece un curso para el USS Titan, que será capaz de albergar a los refugiados.

- Mar del Sur de China : Al localizar el Titán, que se encuentra muy dañado por los misiles del ejército chino de Chang, Garrison pide a la escuadra de Tombstone, junto con Kovic actuando como jefe de la escuadra, que recorra los restos del Titán en busca de supervivientes y la información antes de que se hunda. El equipo recupera un disco duro con datos de lo que sucedió antes de que el Titán fuera atacado, sólo para ser obligados a combatir con los soldados chinos que abordaron el barco. Después de haber sufrido daños severos, el Titán finalmente se hunde bajo su propio peso, por lo que Tombstone es obligado a abandonar el barco. Después de haber secuestrado una lancha rápida de combate, el equipo hace su camino de regreso al USS Valkyrie sólo para descubrir que está bajo el asedio de fuerzas chinas. Kovic es herido de gravedad y muere cuando el equipo intenta repeler a las fuerzas chinas, por lo Recker asume de nuevo el liderazgo de la escuadra Tombsone. A continuación, eliminan a las fuerzas chinas en el puente de mando del USS Valkyrie y rescatan a Garrison y a Hannah. Garrison manda al equipo al asalto de entrada en el campo de aviación de Singapur controlada por China para destruir la superioridad aérea china, mientras que sus fuerzas aéreas están varadas en tierra por una tormenta. Hannah se hace voluntaria para unirse a Tombstone, para gran disgusto de Irish.

- Singapur: Al llegar a la playa con la ayuda de una lancha, Tombstone junto con los marines del USS Valkyrie asaltan con éxito la playa con ayuda de un LCAC que desembarcó un M1 Abrams y logran llevar a las fuerzas estadounidenses hacia la pista de aterrizaje con la ayuda de los M1A2 TUSK de Estados Unidos que desembarcaron de otro LCAC, perdiendo la mayor parte de sus fuerzas en el proceso. Al cruzar un puente hacia la pista de aterrizaje, Recker queda inmovilizado por un coche desplazado por los vientos fuertes y trata de liberarse con la ayuda del resto de la escuadra, sin ningún resultado. Un gran buque de carga se estrella en el puente, lanzando a la escuadra al mar. Afortunadamente, sobreviven y hacen su camino a la pista de aterrizaje a través de una alcantarilla. Después de que Pac disparase la bengala, Tombstone intenta evacuar el área con un vehículo enemigo, pero es alcanzado por fuego amigo, aparentemente matando a Pac y dejando herido e inconsciente a Recker y a Irish. Hannah traiciona a la escuadra, con lo que los soldados chinos logran capturar a Tombstone.

- Montañas Kunlun : Recker e Irish son interrogados en una prisión por el almirante Chang y Bohai en el objetivo de su misión en Shanghái. Luego son arrojados a celdas de la cárcel poco después. El compañero de celda de Recker resulta ser Dimitri "Dima" Mayakovsky, un prisionero ruso que sufre de envenenamiento por radiación como resultado de la explosión nuclear en París seis años anteriores. Los dos salen de su celda y liberan a los otros presos, entre ellos Irish, y crean una revuelta masiva. Los militares chinos llegan y lanzan un asalto. Recker e Irish tratan de mantenerlos a raya el tiempo suficiente para que Dima abriera las puertas de la prisión, sólo para ser capturados por Hannah y otros soldados. Hannah dispara a los soldados que sostienen a Recker, Irish y Dima a punta de pistola, ella explica que ella había recibido el encargo de proteger a Jin Jie, que había estado haciendo pasar por su marido. El grupo lucha en su camino a través de las montañas de Kunlun en un teleférico, que va por la montaña. El teleférico es derribado por un helicóptero enemigo, provocando la muerte de Dima.

- Tashgar: Obligados a continuar a pie durante dos días, Tombstone recorren las montañas, obligados a buscar comida para sobrevivir. Encuentran un Jeep y conducen a Tashgar, encontrándolo bajo asedio por las fuerzas chinas y rusas. Al llegar unos soldados de avanzada de las fuerzas estadounidenses en Tashgar les dicen que lo que queda de las fuerzas norteamericanas está en el casco antiguo de la ciudad, bajo asedio por parte de fuerzas rusas y chinas, y que sólo se puede llegar hasta allí combatiendo. Con el tiempo se encuentran a la Major Greenland, que comanda el resto de las fuerzas terrestres estadounidenses en Tashgar. Ella afirma que el control antiaéreo móvil de los rusos les está poniendo en desventaja al bloquear el puente aéreo, por lo que están sin suministros ni refuerzos. Como voluntarios, Tombstone se alista para demoler la presa Tashgar para inundar la zona y destruir las fuerzas chinas y rusas a cambio de un viaje de regreso al Valkyrie. Ellos tienen éxito en su tarea, y van al Canal de Suez a la espera de la extracción de nuevo al USS Valkyrie. Son recogidos por un AC-130 estadounidense con el sistema de recuperación y re-aprovisionamiento tierra-aire Fulton.

- Suez : La patrulla Tombstone junto con varios soldados de la 101 Airborne se lanzan en paracaídas desde el AC-130 al USS Valkyrie, que está navegando a ciegas contra las fuerzas del Almirante Chang por el canal de Suez. Tombstone ayuda en la "limpieza" de la cubierta de las fuerzas chinas para salvar el buque y encontrar a Garrison, quien está escondido con Jin Jie y otros supervivientes y Pac (que había sobrevivido a Shanghái ). Cuando las fuerzas chinas finalmente llegan a la puerta de la enfermería, Jin Jié convence a Garrison que le permita mostrar su rostro a los soldados, que habían estado luchando bajo la ilusión de que Jin Jié había sido asesinado. Recker abre la puerta y se tira al suelo, pero Jin Jié calma la tensión entre las tres fuerzas que muestran el rostro de ellos, en última instancia, lo que significa una alianza y la amistad entre Estados Unidos, Rusia y China. Los soldados chinos celebran la noticia de su regreso y los líderes llaman para informar a los rusos y convencerlos de cambiar de bando en la guerra. Sin embargo, al escuchar esta noticia, Chang quiere hundir el Valkyrie con su Buque de Combate de Litoral, con la esperanza de "enterrar la verdad" con él. Sin forma de contraatacar, Recker, Irish y Hannah, una vez más se ofrecen voluntarios para destruir el BCL manualmente con explosivos. Conducen una RHIB a punto ciego del buque de guerra, junto al casco de Estribor. El trío coloca y prepara las cargas a distancia y usa ganchos de abordaje para llevarlos a un lugar seguro bajo el puente del Canal de Suez antes de detonar los explosivos. Por desgracia, la detonación falla, lo que requiere que lo hagan manualmente. Hannah se ofrece voluntaria, pero Irish la detiene, como voluntario para hacerlo el, ya que China la necesitaría. Recker se ve obligado a elegir si no bajar, matando así a Pac, Garrison y Jin Jié, o enviar a Hannah o Irish abajo para ajustar los explosivos. Tan pronto como las luces del detonador se ponen verde, Recker detona los explosivos, destruyendo la nave de Chang, pero matando a quien bajó con el explosivo. Un helicóptero de rescate estadounidense Venom llega y recoge a Recker y a su compañero de equipo, informando a Garrison que un miembro no se pudo encontrar. Durante los créditos, el jugador escucha un diálogo entre Irish y Hannah hablando sobre sus vidas, posiblemente mientras llegaban a la represa de Tashgar.

### Personajes
Protagonistas
Escuadra Especial de Asalto "Tombstone"
- Sargento Daniel "Reck" Recker. Es el protagonista principal del juego.
- Sargento Mayor William Dunn. Líder de la escuadrón “Tombstone” aparece en la primera misión.
- Sargento Mayor Kimble "Irish" Graves. Segundo comandante del escuadrón.
- Sargento Clayton "Pac" Pakowski. El médico del equipo.

Aliados
- Laszlo W. Kovic. Agente de la CIA, buscado de forma desesperada por el ejército chino en Shanghái. Visto anteriormente en Battlefield 3.
- Huang "Hannah" Shuyi. Miembro de las Fuerzas Armadas Chinas.
- Dimitri "Dima" Mayakovsky. Prisionero, compañero de Recker. Visto anteriormente en Battlefield 3.
- Jin Jié. Personaje supuestamente muerto,por lo cual China y Rusia declaran la guerra Estados Unidos

Antagonista
- Almirante Chang. Principal antagonista que quiere causar una guerra entre la alianza de Rusia y China contra Estados Unidos fingiendo que ellos mataron a Jin Jié.

## Contenido descargable
Battlefield 4 presentó un total de cinco paquetes de contenido descargable (DLC) que incluían nuevos mapas y adiciones al juego. Los cinco paquetes de DLC estaban disponibles dos semanas antes de su lanzamiento programado por los jugadores que habían comprado Premium. Una vez que finalizó el soporte para Battlefield 4 Premium, DICE anunció que todos los futuros DLC serían gratuitos.

### China Rising
En 21 de mayo de 2013 DICE dio a conocer Battlefield 4: China Rising, en este DLC se incluyen 4 nuevos mapas: "Ruta de la Seda", "Montañas de Guilin", "Macizo de Altái" y "Paso del Dragón", y también 5 armas adicionales: L115, M-TAR21, MP7, L85A2, RPK. Además traerá un nuevo modo de juego, Superioridad Aérea, y traerá de regreso las motos y nuevos dispositivos como el SUAV y UCAV, además podrás tomar el control de un bombardero, por un lapso de tiempo desde una cabina en tierra.

### Second Assault
El 10 de junio de 2013 DICE dio a conocer Battlefield 4: Second Assault, en este DLC, se remasterizan cuatro mapas de la saga anterior, Battlefield 3, los cuales son: "Operación Firestorm", "Golfo de Omán" (mapa remasterizado y lanzado en un DLC para Battlefield 3, llamado Back To Karkand, el cual traía otros 3 mapas remasterizados de Battlefield 2 junto con este), "Operación Metro" y "Frontera del Caspio". De la misma manera, incluye 5 armas adicionales: GOL-Magnum (Battlefield Bad Company 2), F2000 (Battlefield 3), AS-VAL (Battlefield 3), DAO-12 (Battlefield 3) y M60-E4 (Battlefield 3).
Cabe mencionar que este DLC tiene una anticipación de salida en Xbox One respecto a otras plataformas, y además traerá un modo de juego, el ya conocido Capturar la Bandera. Este DLC salió a la venta en las plataformas PS3, PS4, Xbox 360 y PC el 18 de febrero de 2014.

### Naval Strike
El 20 de agosto de 2013 DICE dio a conocer Battlefield 4: Naval Strike, en el tercer DLC incluyen 4 nuevos mapas: "Rompeolas", "Operación Mortero", "Ataque en Nansha" e "Isla perdida". Además incluye 5 nuevas armas: AR-160, AWS, SR338, SR-2 y SW-40. También incluye 1 nuevo vehículo anfibio y el regreso de un modo de juego de Battlefield 2142, el modo Titán, con el nuevo nombre de Asalto al portaaviones.

### Dragon's Teeth
En Gamescom 2013 DICE reveló Battlefield 4: Dragon's Teeth. Los mapas tienen lugar en las ciudades devastadas por la guerra bloqueadas por el Ejército Popular de Liberación. Dragon's Teeth fue lanzado el 15 de julio de 2014 para los miembros Battlefield 4 Premium. Para los miembros no premium fue lanzado dos semanas después, el 29 de julio de 2014. Un nuevo modo de juego fue incluido en el DLC que se llama Red de enlaces. Hay cuatro nuevos mapas incluidos llamados "Dragón Hundido", "Propaganda", "Mercado de la Perla" y "Parque Lumpini". Hay once nuevas misiones y cinco nuevas armas: Bulldog, MPX, CS5, Unica 6, la Deagle 44 y el escudo balístico además incluye un nuevo robot llamado "R.A.W.R", un vehículo no tripulado armado con una ametralladora y lanzador de granadas.

### Final Stand
El 20 de agosto de 2013, dio a conocer DICE, Battlefield 4: Final Stand en la Gamescom 2013. El contenido final se centrará en la conclusión de la guerra en el juego en 2020. En él se incluirán cuatro nuevos mapas y las "armas secretas y prototipos de vehículos". Los cuatro mapas que se incluyen son "Operación Whiteout", "Gigantes de Karelia", "Hammerhead" y "Hangar 21". En las nuevas armas incluyen el Rorsch MK-1 y algunos gadgets como el DS-3 una señal señuelo y Accipiter XD-1 un drone volador equipado con ametralladora. Final Stand ya se encuentra disponible desde el pasado 18 de noviembre.

### Night Operations
El 1 de septiembre de 2015, se dio a conocer DICE, "Battlefield: Night Operations". En el cual, el contenido se trata de un nuevo mapa llamado " Zavod: Último turno", es el mapa de "ZAVOD 311 " pero con el particular tema de ser de noche, en este mapa se incluyen mejoras como:
- Mejoras a las miras nocturnas (IRNV) e infrarrojas
- Luces dinámicas
- Modificaciones al avistamiento 3D
- Mejora a la percepción de los sonidos
- Luces a los vehículos
- La adición de luces a las minas anti-vehículos (Minas antitanque, SLAM M2)
- Adición de luces a las minas anti-personales (M18 Claymore)

### Community Operations
En otoño de 2015, se lanzó un pack de DLC gratuito que incluye:
- Mapa: "Operación Outbreak", un mapa creado por la comunidad en medio de la selva.
- Se puede conseguir fácilmente el "Arco Fantasma",arma difícil de conseguir según la comunidad.

## Armas
Una de las características nuevas de Battlefield 4 que se ha comentado de forma activa en los foros de Battlelog, son los "Battle Pickup".
Se trata de un conjunto de armas que están situadas estratégicamente alrededor del mapa y no pueden ser equipadas por los jugadores durante el respawn. Estas armas se encuentran situadas dentro de una caja especial donde los jugadores pueden abrir el contenido y usarlas. Su uso no está limitado dependiendo de la clase que escojas.
Dos de estas armas han sido avistadas en la Alpha de Battlefield 4 desde el mapa "Asedio en Shanghái" —un poderoso rifle de francotirador M82 Cal 50 (situado en la bandera C) y un lanzagranadas M32 MGL (situado en la bandera B) que también fue visto en la campaña.
Otras dos han sido avistadas en el mapa "Tifón en Paracelso", mostrado durante la Gamescom 2013, donde pudimos avistar de nuevo el Barret M82, además de la USAS-12, un fusil de tirador calibre 50 procedente de china llamado ARM-2. 
En el DLC "Dragon's teeth" se añado un robot controlable de infantería llamado "RAWR" 
En el DLC "Second Assault" se puede ver un modelo de lanzacohetes llamado M136 CS, también visto en Tren de Golmud.
En el DLC "Final Stand" se puede ver el XD-1 como una ametralladora voladora y un Rorsch MK-1 como un fusil de francotirador especial por su disparo láser.
En el DLC gratuito "Operaciones de la comunidad" se ve por en medio de D y C una M60 con balas explosivas.
Durante este tiempo también han sido avistadas muchas más armas y accesorios.
| Carabinas  | Fusiles de asalto | Ametralladoras ligeras | Fusiles de francotirador | Fusiles de tirador designado (DMR) | Armas de defensa personal (PDW) | Escopetas | Pistolas y revólveres | Cuchillos        | Granadas          |
| ---------- | ----------------- | ---------------------- | ------------------------ | ---------------------------------- | ------------------------------- | --------- | --------------------- | ---------------- | ----------------- |
| AK 5C      | AK-12             | U-100 MK5              | CS-LR4                   | RFB                                | MX4                             | QBS-09    | P226                  | BAYONETA         | M67 Fragmentación |
| ACW-R      | SCAR-H            | AM. TIPO 88            | M40A5                    | MK11 MOD 0                         | PP-2000                         | 870 MCS   | M9                    | ACB-90           | V40 Mini          |
| SG-553     | M416              | LSAT                   | SCOUT ELITE              | SKS                                | UMP-45                          | M1014     | QSZ-92                | PINCHO           | RGO Impacto       |
| AKU-12     | SAR-21            | PKP PECHENEG           | SV-98                    | SVD-12                             | CBJ-MS                          | HAWK 12G  | MP443                 | MACHETE          | M64 Cegadora      |
| A-91       | AEK-971           | QBB 95-1               | JNG-90                   | QBU-88                             | PDW-R                           | SAIGA 12K | SHORTY 12G            | BOWIE            | M18 Humo          |
| ACE 52 CQB | FAMAS             | M240B                  | 338-RECON                | M39 EMR                            | CZ-3A1                          | SPAS-12   | G18                   | FIBRA DE CARBONO | M34 Incendiaria   |
| G36C       | AUG A3            | MG4                    | M98B                     | ACE 53 SV                          | JS2                             | UTS 15    | FN57                  | EXPLORADOR       | Bengala de Mano   |
| M4         | M16A4             | RPK-12                 | SRR-61                   | SCAR-H SV                          | UMP-9                           | DBV-12    | M1911                 | SUPERVIVENCIA    |                   |
| Type-95B-1 | CZ-805            | M249                   | FY-JS                    |                                    | P90                             | USAS-12   | 93R                   | TRINCHERA        |                   |
| GROZA-1    | ACE 23            | RPK-74                 | L96A1/L115               |                                    | MP7                             | DAO-12    | CZ-75                 | BJ-2             |                   |
| MTAR-21    | QBZ-95-1          | M60                    | GOL MAGNUM               |                                    | AS VAL                          | FRAG. M26 | 44 MAGNUM             | SEAL             |                   |
|            | AN-94             | AWS                    | SR 338                   |                                    | MPX                             | POSTA M26 | COMPACT 45            | IMPROVISADO      |                   |
|            | F2000             | L86A1                  | CS5                      |                                    | SR-2                            | DARDO M26 | RIFLE CORTO           | C100             |                   |
|            | BULLDOG           |                        |                          |                                    | GROZA-4                         |           | M412 REX              | BOTA             |                   |
|            | AR160             |                        |                          |                                    |                                 |           | DEAGLE 44             | TEJEDOR          |                   |
|            | L85A2             |                        |                          |                                    |                                 |           | UNICA 6               | CUELLO           |                   |
|            |                   |                        |                          |                                    |                                 |           | SW40                  | TÁCTICO          |                   |
|            |                   |                        |                          |                                    |                                 |           |                       | TANTO            |                   |

### Anotaciones
- Las armas de defensa personal (PDW) son exclusivas para la clase del ingeniero.

- Las carabinas, escopetas, fusiles de tirador designado (DMR), pistolas y granadas están disponibles para todas las clases.
- Los rifles de asalto son el arma primaria de la clase de asalto, al igual que los fusiles de francotirador y las ametralladoras con su respectiva clase, Recon. y Apoyo.
- El XM25 y el mortero es específico de la clase de apoyo, el M320/M26 de la clase de asalto y el C4/T-UGS/MTN-55/SOFLAM (portable) de la clase Recon.
- Tanto la clase de apoyo como la de reconocimiento tendrán acceso a minas Claymore y C4, entre otros además tendrán accesorios de apoyo a la infantería aliada como: paquetes de energía (Municiones en Apoyo) y salud en asalto, herramientas para reparar vehículos (ingeniero) y sensores de proximidad (reconocimiento).
- En general, se disponen de dos conjuntos de ventajas, pero cada clase posee dos conjuntos más que son exclusivos de esa clase.

## Comercialización
En marzo de 2013, Electronic Arts abrió el sitio web de Battlefield 4 con tres avances oficiales, titulados "Prepare 4 Battle". Cada uno sugiere tres tipos de espacio de batalla: aéreo, terrestre y marítimo. EA continuó lanzando avances teaser que condujeron a la presentación de Battlefield 4 en la Game Developers Conference el 26 de marzo de 2013. Al día siguiente, se lanzó el primer tráiler de juego de Battlefield 4, que sirvió como escaparate para el motor Frostbite 3. Poco después, EA enumeró el juego para reservar en Origin para Microsoft Windows, PlayStation 3 y Xbox 360; sin embargo, EA excluyó cualquier mención de las consolas de próxima generación.

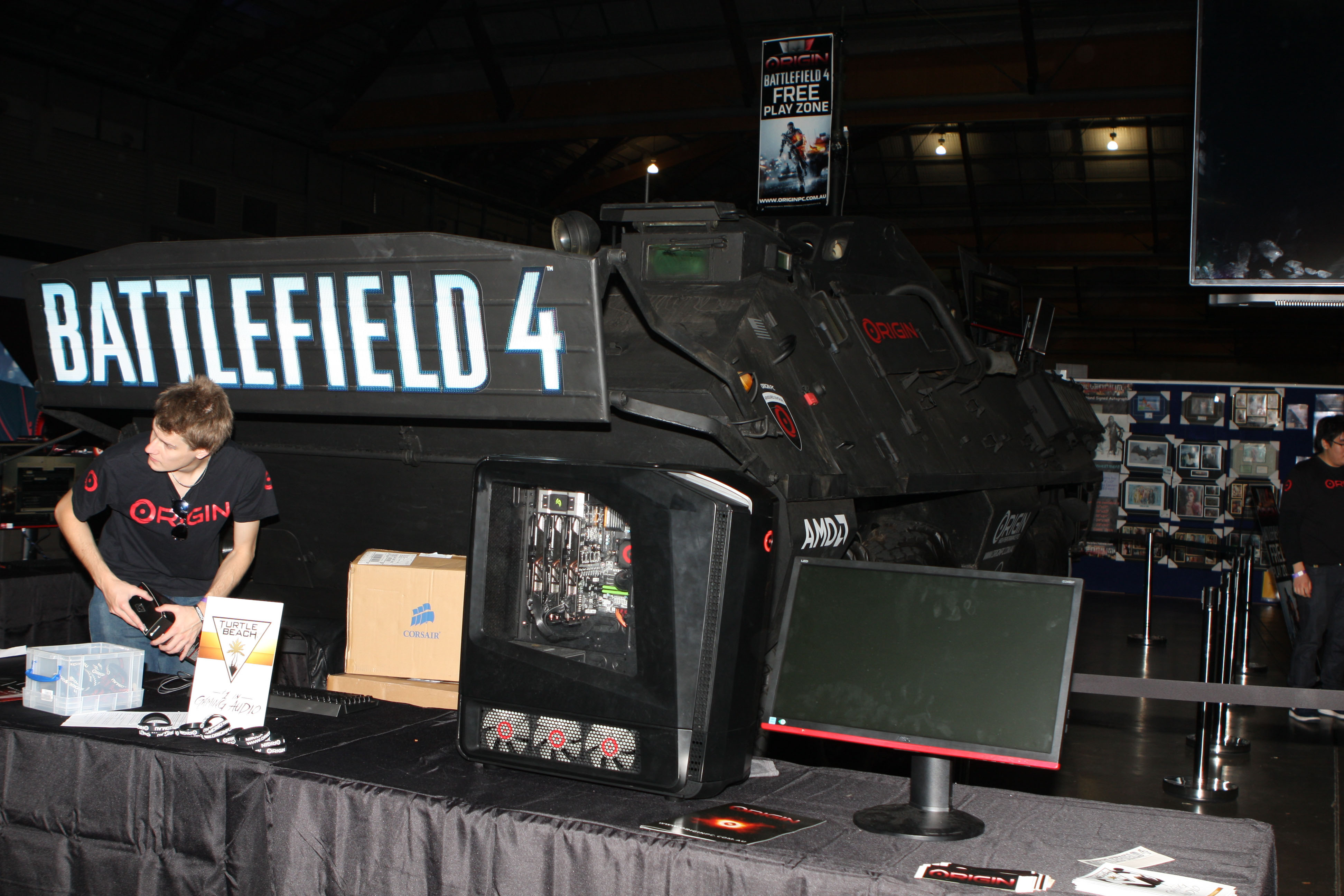
Exposición de Battlefield 4 en el Supanova Pop Culture Expo 2014.

En julio de 2012, se anunció Battlefield 4 cuando EA anunció en su cliente de Origin que aquellos que reservaron Medal of Honor: Warfighter (ya sea Digital Deluxe o la edición limitada) recibirían acceso anticipado a Battlefield 4 beta, que desde entonces se ha ampliado para incluir a los propietarios de Battlefield 3 Premium y a los usuarios de Origin que precompren Battlefield 4 Digital Deluxe Edition. Aunque los jugadores que califican para acceder de más de una manera solo recibirán un pase beta para su cuenta y no es transferible a otros jugadores. La versión beta "exclusiva" comenzó el 1 de octubre de 2013, con la versión beta abierta que se lanzó el 4 de octubre. La versión beta estará disponible en tres plataformas, PC, Xbox 360 y PlayStation 3 y presenta el mapa de "Asedio de Shanghái" en el modo Conquista.
DICE reveló más contenido de Battlefield 4 en el evento E3 2013 el 10 de junio de 2013, como los modos multijugador, y permitió a los participantes jugar el juego en el mismo evento. Se lanzó más información en Gamescom 2013 en Colonia, Alemania, como el mapa multijugador "Tifón en Paracelso" y Battlefield 4 Premium.
Una estrategia importante de mercado de DICE para promocionar Battlefield 4 fue la serie de anuncios televisivos y web titulados Only in Battlefield 4. Cada uno de estos anuncios televisivos fue narrado por un jugador de Battlefield 4 que describe una de las experiencias únicas que encontraron, junto con una recreación del evento usando imágenes de juego. Estos anuncios destacaron la naturaleza de forma libre del próximo juego, como la destructibilidad del entorno y la naturaleza dinámica del motor de combate del juego. Estos eventos incluyeron cosas como demostrar la nueva función Levolution, actualizaciones del juego y momentos sin guion que no pueden ocurrir en el modo multijugador de otros juegos.
Debido a la mala recepción de los jugadores, el 30 de mayo de 2013, EA suspendió el pase en línea para todos los juegos de EA existentes y futuros, incluido Battlefield 4.
También se lanzó una aplicación complementaria para iOS y Android.

## Recepción
Battlefield 4 recibió críticas positivas de los críticos. Chris Watters de GameSpot dio elogios al Modo de Obliteración y a los elementos de multijugador, pero no quedó impresionado con la campaña. Mitch Dyer de IGN declaró que "Battlefield 4 es un álbum de grandes éxitos del legado multijugador de DICE" para las mismas versiones. Evan Lahti de PC Gamer afirmó que aunque el juego se parece mucho a Battlefield 3, se las arregla para seguir siendo "un FPS visualmente y sónicamente satisfactorio, confiablemente intenso". El modo Commander y la selección de diversos mapas dentro del modo multijugador también fueron elogiados como buenas adiciones al juego. David Hinkle de Joystiq dijo que el juego "arroja a los jugadores a un cajón de arena y desengancha todas las ataduras, perdiendo decenas de soldados para armar y derrotar a la oposición como lo prefieran". Hinkle elogió los elementos de la campaña, pero descubrió que el modo multijugador no contiene sorpresas. Lance Liebl de GameZone declaró: "Tu éxito en Battlefield depende de ti y de lo bien que trabajas en equipo. Y es uno de los juegos más gratificantes que he jugado. Battlelog necesita algunos refinamientos, y todavía hay demasiados bloqueos, pero el el modo multijugador lo compensa por completo". Lawrence Sonntag de Machinima elogió la función Levolution y el modo multijugador.

### Problemas técnicos
A pesar de las críticas positivas, el juego ha estado plagado de fallos, glitches y errores desde su lanzamiento en todas las consolas y en la PC. EA y DICE han lanzado numerosos parches para poder corregir dichas fallas.
No obstante, muchos usuarios se han quejado de un error crítico que ocasiona la pérdida de los juegos salvados durante la campaña después de congelarse el juego durante una partida en modo historia o multijugador.
DICE y EA anunciaron recientemente que debido a las fallas todo el trabajo en los DLCs del juego así como en los otros videojuegos que usan el mismo motor (tales como Star Wars: Battlefront) será postergado hasta que se hayan resuelto todos los problemas.

### Prohibición en China
Debido a su temática, y en concreto al DLC China Rising, Battlefield 4 fue prohibido en China en el año 2013. Esta expansión se sitúa en territorio chino, en la que se narra la historia ficticia de un intento de golpe de Estado por parte del almirante Chang apoyado por Rusia que coloca a Pekín al borde de una guerra con Estados Unidos.
El Ministerio de Cultura de China ha prohibido la venta de copias físicas y digitales del juego, acusando a Electronic Arts de crear una forma de invasión cultural y de poner en peligro la seguridad nacional. Antes de su lanzamiento, diarios militares chinos ya habían criticado su contenido calificándolo de propaganda extranjera.